# Mały Zawrat

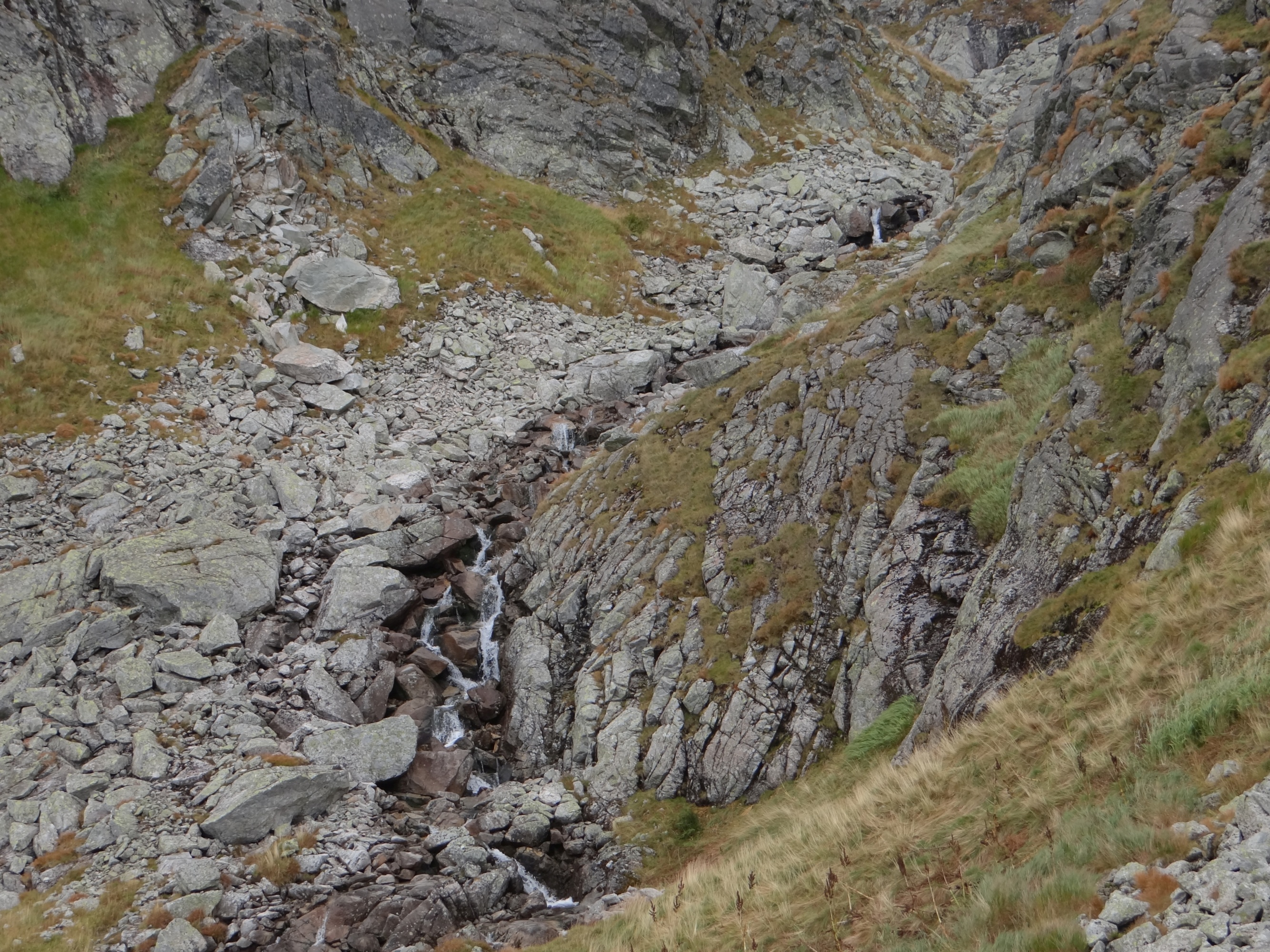

Mały Zawrat – żleb wyżlobiony przez potok spływający ze Zmarzłego Stawu Gąsienicowego do Czarnego Stawu Gąsienicowego w progu skalnym oddzielającym dwa kotły lodowcowe: Kocioł Zmarzłego Stawu i Kocioł Czarnego Stawu. Znajduje się w lewej (patrząc od dołu) stronie tego progu. Żleb ten przerżnął się przez skalny wał łączący Kościelcową Grzędę z grzędą Granatów.